# L'amour ça fait chanter la vie
L'amour ça fait chanter la vie is een nummer van Jean Vallée. Het was tevens het nummer waarmee hij België vertegenwoordigde op het Eurovisiesongfestival 1978 in de Franse hoofdstad Parijs. Daar werd hij uiteindelijk tweede, met 125 punten. Hij moest enkel de duimen leggen voor Israël, met A-bi-ni-bi. Het was de beste Belgische prestatie tot dan toe. Het lied kreeg twaalf punten van Ierland, gastland Frankrijk, het Verenigd Koninkrijk, Monaco en Griekenland. Turkije en Denemarken waren de enige landen die geen punten veil hadden voor Jean Vallée.
Het was de tweede keer dat Jean Vallée België vertegenwoordigde op het Eurovisiesongfestival. Eerder zong hij Viens l'oublier in 1970 in de Nederlandse hoofdstad Amsterdam. Daar werd hij achtste.
Opmerkelijk was dat het festival dit jaar ook door Jordanië werd uitgezonden. Toen men daar doorhad dat aartsvijand Israël ging winnen, werd de uitzending onderbroken, wegens een vermeende technische storing. Er werd gemeld dat België het Eurovisiesongfestival zou gewonnen hebben.

## Resultaat
| Plaats | Land      | Artiest                     | Titel                          | Punten |
| ------ | --------- | --------------------------- | ------------------------------ | ------ |
| 1      | Israël    | Izhar Cohen & The Alphabeta | A-ba-ni-bi                     | 157    |
| 2      | België    | Jean Vallée                 | L'amour ça fait chanter la vie | 125    |
| 3      | Frankrijk | Joël Prévost                | Il y aura toujours des violons | 119    |